# Matouš Ferdinand Sobek z Bílenberka
Matouš Ferdinand Sobek z Bílenberka, též Matouš Zoubek O.S.B. (19. září 1618 Rajhrad – 29. dubna 1675 Praha) byl benediktinský mnich a opat u sv. Mikuláše na Starém Městě pražském a ve sv. Janu pod Skalou. První biskup královéhradecký (1659–1668) a arcibiskup pražský (1668–1675).

## Stručný životopis
Matouš Ferdinand Sobek se narodil v domě čp. 7 v městečku Rajhrad v rodině Václava Sobka (též Zoubka), vrchnostenského purkrabího, a jeho ženy Salomeny. Měl tři sourozence: starší sestru Anežku (* 1613), která vstoupila do cisterciáckého opatství v Předklášteří u Tišnova, a dva mladší bratry: Bohuslava (* 1621) a Benedikta Ferdinanda (* 1625).
Díky studijním předpokladům po absolvování rajhradské klášterní školy pod vedením samotného probošta Daniela Benedikta Kornelia Kavky O.S.B. směl ve studiu pokračovat na broumovském gymnáziu, kde se také stal novicem a roku 1638 vstoupil do řádu. Následně studoval filozofii a teologii na olomoucké univerzitě.
Kněžské svěcení přijal roku 1639 v Olomouci) působil, dříve než se stal převorem kláštera v Broumově a později v rodném Rajhradě, v duchovní správě v Broumově a v nedaleké Polici nad Metují. - Od roku 1649 pobýval v Praze, kde se stal opatem benediktinské komunity u sv. Mikuláše na Starém Městě pražském a od roku 1652 zároveň opatem benediktinské komunity u sv. Jana pod Skalou, kde společně s císařem Ferdinandem III., Ferdinandem IV., broumovským opatem Augustinem Seifertem a převorem Tomášem Sartoriem slavnostně položili základní kámen k novému klášteru, jehož stavbu broumovští v letech 1654–1663 uskutečnili. Díky této aktivitě a sepsání životopisu sv. poustevníka Ivana, který věnoval roku 1656 u příležitosti korunovace novému českému králi Leopoldovi I., byl Sobek téhož roku povýšen do šlechtického stavu s predikátem „z Bílenberka“.

### Biskupem nové diecéze v Hradci Králové
Po založení královéhradeckého biskupství se stal Sobek jeho prvním biskupem: papež Alexandr VII. potvrdil jeho jmenování 10. listopadu 1664, a tak jej mohl pražský arcibiskup Arnošt Vojtěch kardinál Harrach dne 15. března 1665 v pražské katedrále vysvětit na biskupa.

### Pražským arcibiskupem
Po smrti Arnošta Vojtěcha kardinála Harracha a jeho nástupce Jana Viléma Libštejnského z Kolovrat, který se ani nestačil ujmout funkce, byl císařem Leopoldem I. jmenován pražským arcibiskupem. Pallium převzal dne 28. dubna 1669 z rukou olomouckého biskupa Karla z Lichtenštejna-Kastelkornu v poutním kostele v Tuřanech u Brna a 4. května se ujal svého úřadu v Praze. Jako pražský arcibiskup pokračoval v konsolidaci hospodaření a správy arcidiecéze, na podnět Bohuslava Balbína vymohl pro pražské arcibiskupy knížecí titul. Došlo k reformě liturgie, opravě katedrály (stavba kaple sv. Vojtěcha), založení Dědictví svatováclavského a znovuzískání příbramského arcibiskupského zámku. Díky šlechtickým dárcům byly založeny františkánský klášter v Hájku u Hostivic a klášter v Havlíčkově Brodě. Arcibiskup se snažil o založení plzeňského biskupství, ale tento záměr neprosadil kvůli odporu místních samospráv, které se obávaly omezení svých pravomocí.

### Pohřeb a hrob
Zemřel 29. dubna 1675 v Praze. Na základě jeho přání bylo jeho mumifikované tělo (bez srdce, které bylo uloženo před oltářem ve Svatováclavské kapli pražské katedrály, a ostatních orgánů, které byly uloženy v kryptě opatského chrámu sv. Mikuláše na Starém Městě pražském v blízkosti těla jeho matky Salomeny) převezeno do opatského kostela sv. Vojtěcha v Broumově, pro nějž získal roku 1651 vzácnou kopii Turínského plátna.
Jeho kosterní pozůstatky byly objeveny v roce 1994 při uspořádání kosterních ostatků v kryptě pod kapitulní síní, které sem byly přeneseny v roce 1940 z krypty pod kaplí Judy Tadeáše. Tehdy byly přeneseny a za přítomnosti pražského arcibiskupa Miloslava kardinála Vlka a královéhradeckého biskupa Karla Otčenáška uloženy do nového sarkofágu, krytého původním barokním kenotafem v severní boční kapli sv. Rodiny opatského kostela sv. Vojtěcha.